# Уильямс (город, Миннесота)
Уильямс (англ. Williams) — город в округе Лейк-оф-Вудс, штат Миннесота, США. На площади 2,5 км² (2,5 км² — суша, водоёмов нет), согласно переписи 2002 года, проживают 210 человек. Плотность населения составляет 82,9 чел./км².
- Телефонный код города — 218
- Почтовый индекс — 56686
- FIPS-код города — 27-70402[1]
- GNIS-идентификатор — 0654165[2]